# Grammoechus bipartitus
Grammoechus bipartitus är en skalbaggsart som först beskrevs av Conrad Ritsema 1890.  Grammoechus bipartitus ingår i släktet Grammoechus och familjen långhorningar. Inga underarter finns listade i Catalogue of Life.